# 下ノ滝仮乗降場
下ノ滝仮乗降場（しものたきかりじょうこうじょう）は、北海道苫前郡羽幌町字汐見にあった日本国有鉄道羽幌線の仮乗降場（局設定）。1972年（昭和47年）2月8日に利用者僅少により廃駅となった。

## 歴史
- 1956年（昭和31年）11月1日 - 開設[2]。
- 時期不詳 - 踏切を挟んだ南側（羽幌方）へ移転?[注 1]
- 1972年（昭和47年）2月8日 - 廃駅[2]。

## 駅構造
単式ホーム1面1線。無人駅。

## 駅周辺
- 国道232号（天売国道/日本海オロロンライン）
- かつては海岸寄りに半農半漁の民家が十数軒並んでいたが、現在では過疎化している。
- 乗降場に接した踏切の道路は、羽幌農場の入り口へ向かう道路。
- 沿岸バス 豊富留萌線 第2汐見停留所。上記道路が国道と接続する付近に位置する。

## 駅跡
路盤跡がかすかに認められるが、乗降場跡はわからなくなっている。

## 隣の駅
日本国有鉄道
羽幌線
羽幌駅 - 下ノ滝仮乗降場 -  築別駅